# 松本典昭
松本　典昭（まつもと のりあき、1955年 - ）は、日本のイタリア史の研究者。阪南大学名誉教授。博士（文化史学)(同志社大学）。
鳥取県出身。

## 履歴
1980年同志社大学文学部文化学科卒業、1992年同大学院文学研究科博士後期課程単位取得退学。1988年～1991年　イタリア政府給費留学生としてフィレンツェ大学に留学）。2004年「一六世紀フィレンツェの政治と美術 パラッツォ・ヴェッキオを読み解く」で同志社大学博士（文化史学）。1998年阪南大学助教授、のち国際コミュニケーション学部教授を経て定年退任。

## 著書

### 単著
- 『メディチ君主国と地中海』晃洋書房、2006年 ISBN 9784771017788
- 『パトロンたちのルネサンス―フィレンツェ美術の舞台裏』<NHKブックス>日本放送出版協会、2007年 ISBN 9784140910832
- 『メディチ宮廷のプロパガンダ美術 ― パラッツォ・ヴェッキオを読み解く』ミネルヴァ書房「MINERVA歴史叢書クロニカ」 2015年 ISBN 9784623074228
- フルカラー『メディチ家の至宝 ― 驚異の工芸コレクション』勉誠出版、2017年 ISBN 9784585221692
- 編『図説 メディチ家の興亡』河出書房新社（ふくろうの本）、2022年　ISBN 9784309763149
- 『メディチ家の別荘と庭園 ― 世界遺産の歴史を旅する』（阪南大学叢書124）八坂書房、2023年　ISBN 9784896943375

## 翻訳（共訳）
- J.C. ブラウン『ルネサンス修道女物語―聖と性のミクロストリア』（永井三明ほか共訳）　ミネルヴァ書房　1988年　ISBN 9784623018444
- 『マキァヴェッリ全集6　政治小論・書簡』（藤沢道郎ほか共訳）筑摩書房　2000年
- ジョルジョ・スピーニ『ミケランジェロと政治』（森田義之共訳）刀水書房　2003年　ISBN 9784887083189
- ジーン・A・ブラッカー『ルネサンス都市フィレンツェ』（森田義之共訳）岩波書店　2011年 ISBN 9784000024679
- 『原典イタリア・ルネサンス芸術論』（上巻、池上俊一監修）名古屋大学出版会　2021年　ISBN 9784815810269